# ویلیام اسکارلت، سومین بارون ابینگر
ویلیام اسکارلت، سومین بارون ابینگر (انگلیسی: William Scarlett, 3rd Baron Abinger; ۳۰ اوت ۱۸۲۶ – ۱۶ ژانویهٔ ۱۸۹۲) فرد نظامی اهل پادشاهی متحد بریتانیای کبیر و ایرلند بود. وی همچنین برندهٔ جوایزی همچون نشان حمام شده‌است.